# Rocky Ridge (Utah)
Rocky Ridge è una città degli Stati Uniti d'America, situata nello Stato dello Utah, nella Contea di Juab.